# Fuchsia lycioides
Fuchsia lycioides là một loài thực vật có hoa trong họ Anh thảo chiều. Loài này được Andrews mô tả khoa học đầu tiên năm 1800.

## Hình ảnh

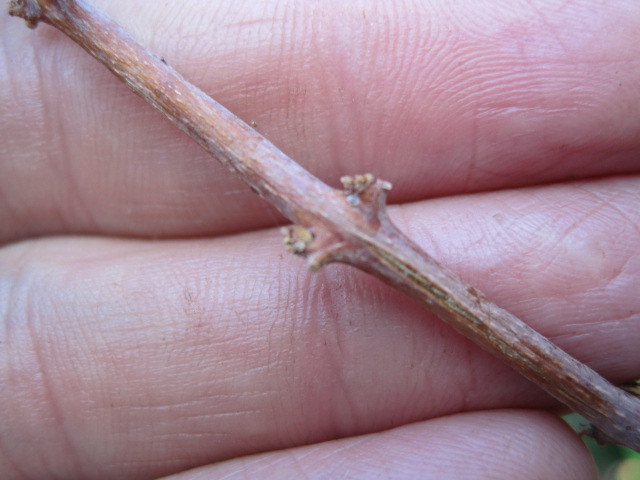
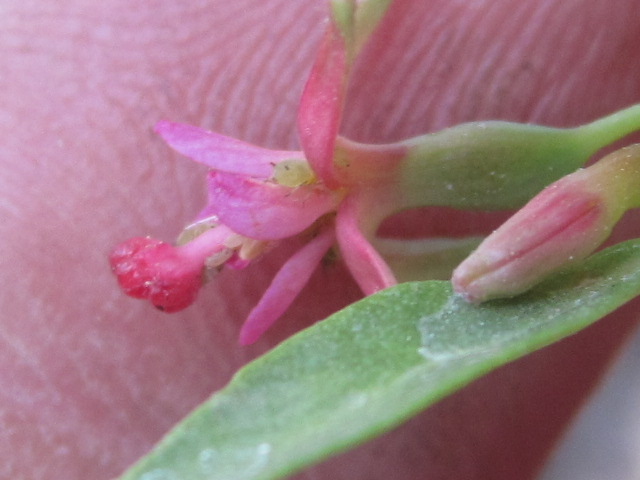
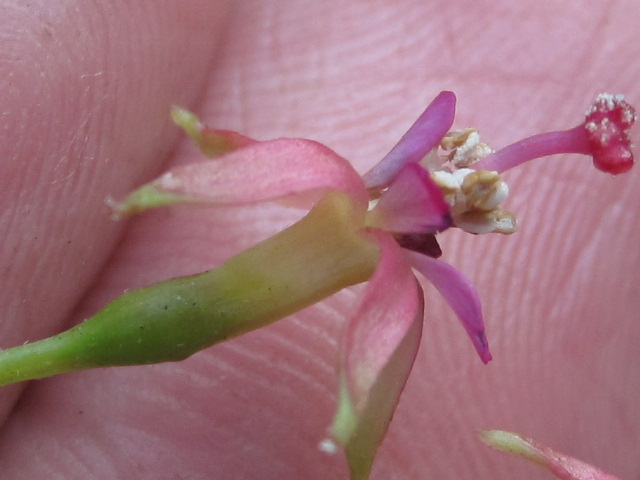
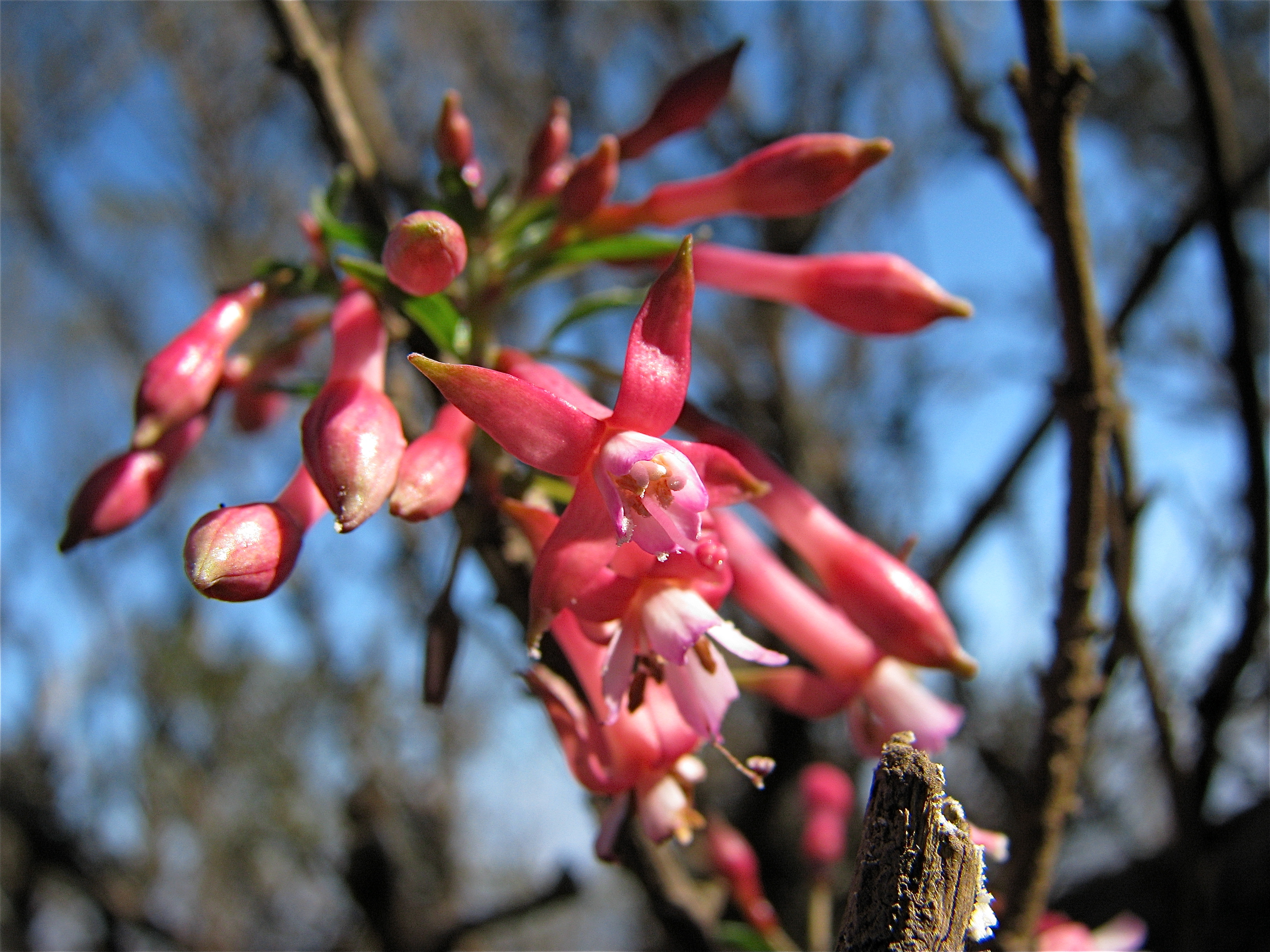